# Marta Maicas Ortíz
Marta Maicas Ortiz (València, 1972) és una educadora i política balear, diputada al Parlament de les Illes Balears en la IX legislatura.
Diplomada en Educació. Va treballar com a mestra d'educació primària a l'escola de Sant Carles de Peralta (Santa Eulària des Riu). Membre de Podem Illes Balears, fou votada per figurar en el segon lloc a la llista per Eivissa d'aquest partit a les eleccions al Parlament de les Illes Balears de 2015. És secretària de la Comissió de Salut del Parlament Balear i portaveu de la Comissió d'Assumptes Institucionals.